# متی کمپ
مَـتی کِمپ (انگلیسی: Matty Kemp؛ ‏ ۱۰ سپتامبر ۱۹۰۷ – ۱۲ دسامبر ۱۹۹۹) بازیگر اهل ایالات متحده آمریکا بود.
از فیلم‌هایی که وی در آن نقش داشته‌است، می‌توان به خط فرانسه، ستاره‌ای متولد شده‌است، خیابان‌های شهر، دیوانه بازیگری، نگاه کن چه کسی می‌خندد و تعلیق مراقبتی اشاره کرد.